# De occulta philosophia libri tres
De occulta philosophia libri tres ('Drie boeken over occulte filosofie') is een Latijns werk van Heinrich Cornelius Agrippa uit 1533. Het vormde een belangrijke bijdrage aan de filosofische discussie in de renaissance over de krachten van de rituele magie en haar verhouding tot religie.

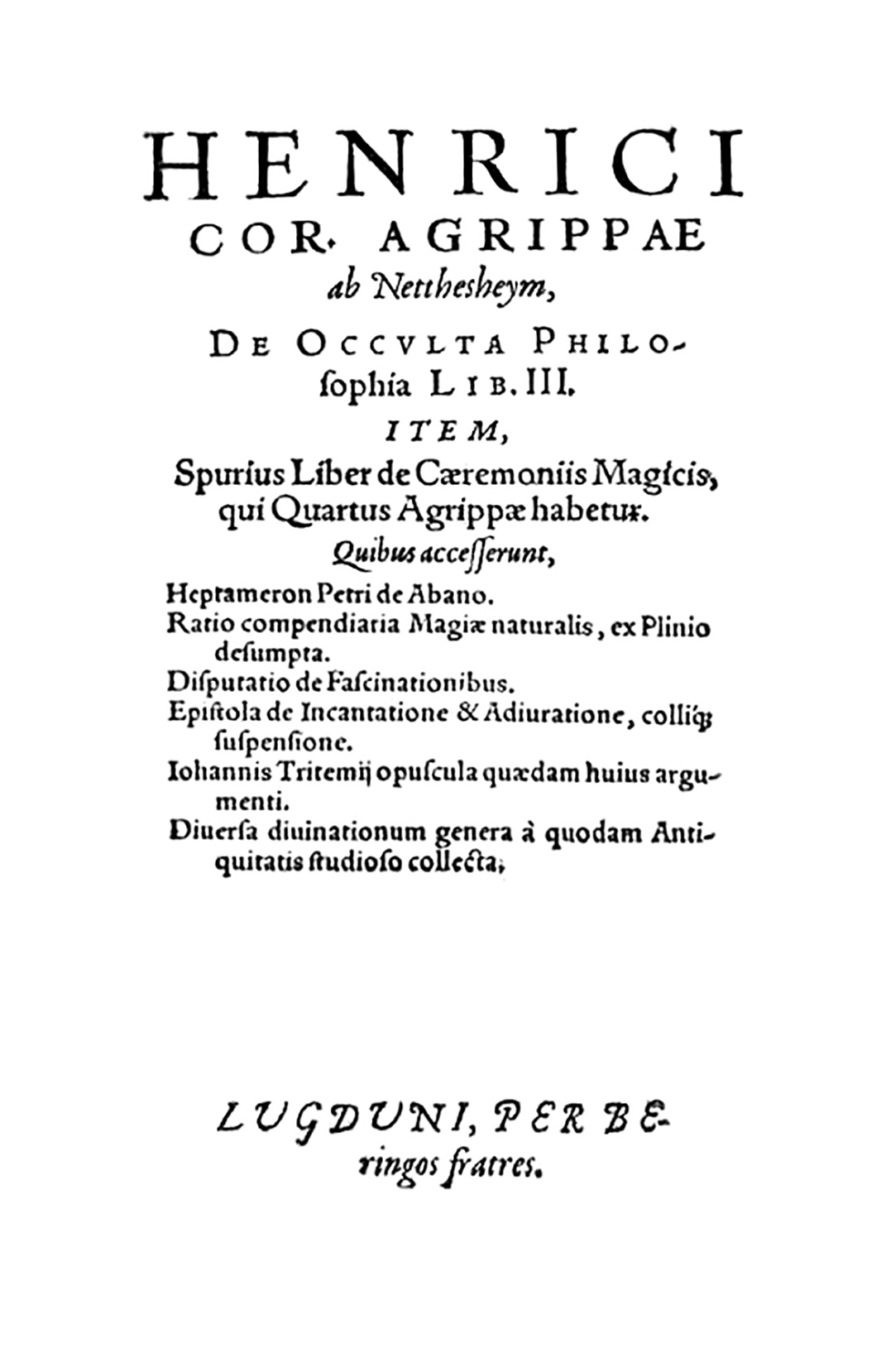
Titelpagina van Agrippa's "De occulta philosophia libri tres", 1533

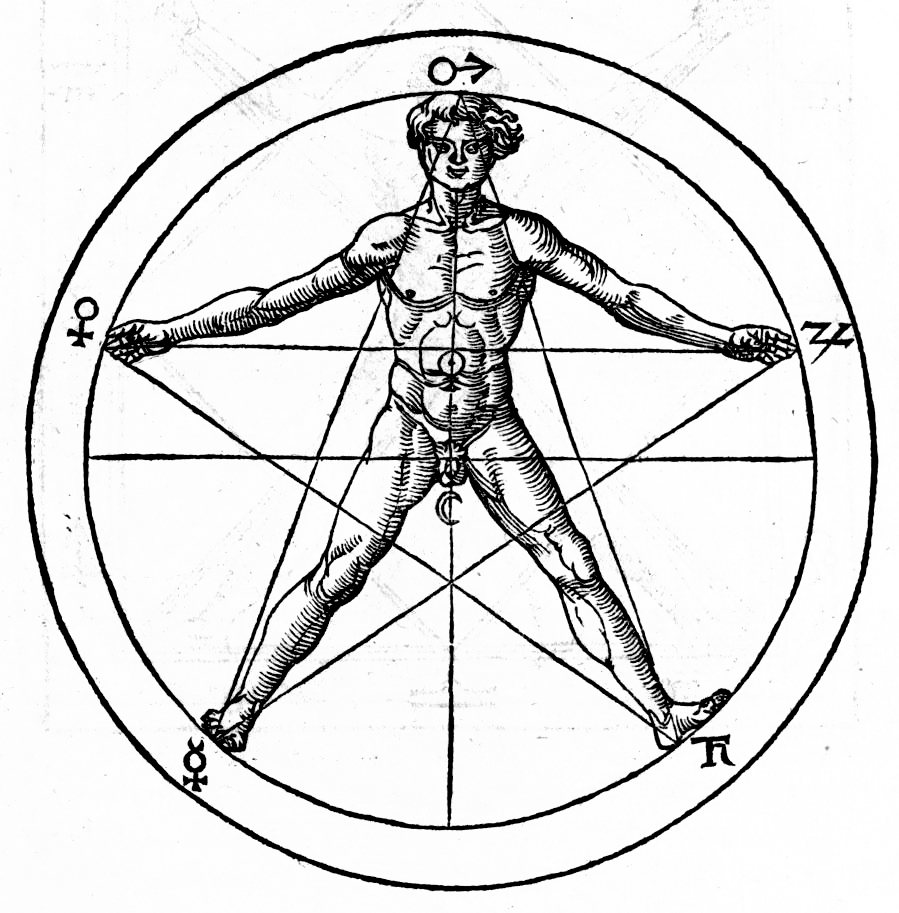
Man in een pentagram uit De occulta philosophia. De tekens aan de rand van de cirkel zijn astrologisch

De drie boeken behandelen elementale, hemelse en intellectuele magie. Ze geven een beschrijving van de vier elementen, astrologie, kabbala, getallen, engelen, de namen van God, de verbanden ertussen alsook hoe inzicht in deze verbanden en wetten te gebruiken in onder meer geneeskunde, kristalkijken, alchemie en rituelen.  
Agrippa's argumenten zijn verwant aan die van auteurs als Marsilio Ficino, Pico della Mirandola en Johannes Reuchlins synthese van magie en godsdienst. Agrippa benadrukt het belang van natuurwetenschap. Anders dan veel van dergelijke grimoires zijn deze boeken eerder geleerd en intellectueel dan mysterieus en vol voortekens. Tot op de dag van vandaag worden deze gezaghebbende boeken gelezen door geïnteresseerden in het occulte. 